# برودي ميريل
برودي ميريل هو لاعب اللاكروس كندي، ولد في 5 نوفمبر 1981 في أورنجفيل في كندا.